# Irving Feldman
Irving Feldman (* 22. září 1928) je americký básník a pedagog. Studoval na City College of New York, kde roku 1950 získal titul B.A., a později na Kolumbijské univerzitě (M.A., 1953). Později působil v Portoriku a ve Francii a počínaje rokem 1958, kdy se vrátil do rodné země, vyučoval na Kenyon College. Svou první sbírku básní nazvanou Works and Days vydal v roce 1961. Následovalo několik dalších. Získal Guggenheimovo stipendium, stejně jako například grant od National Endowment for the Arts.